# Таурупе (Огрский край)
Та́урупе (латыш. Taurupe) — село в Огрском крае Латвии, административный центр Таурупской волости. Расположено на автодороге P4, в 52 км к востоку от Огре и в 88 км от Риги.
В 2 км к северу от села находилась железнодорожная станция Таурупе на линии Рига — Эргли, разобранной в 2009 году.
По данным на 2018 год, в населённом пункте проживало 243 человека. В селе расположено волостное правление, средняя школа, дом культуры, библиотека, краеведческий музей, отделение связи.

## История
Село образовалось при усадьбе Таурупе (Тауруп), которое, в свою очередь, получило название по небольшой одноимённой реке. Статус села — с 1933 года.
В советское время населённый пункт являлся центром Таурупского сельсовета Огрского района. В селе располагалась центральная усадьба совхоза «Таурупе».